# امین غنی
امین غنی (زادهٔ ۱۳۰۲) نمایندهٔ سبزوار در ادوار بیست‌ویکم، بیست‌ودوم، و بیست‌وسوم مجلس شورای ملی ایران بود.

## زندگی‌نامه
امین فرزند سیدحسین در ۱۳۰۲ در سبزوار متولد شد. در رشتهٔ اقتصاد و روابط بین‌الملل مدرک دکترا گرفت و مدتی در استخدام بانک عمران بود و به ریاست بانک عمران مشهد نیز رسید.
او در انتخابات‌های تابستان و زمستان ۱۳۳۹ برای دورهٔ بیستم مجلس شورای اسلامی به عنوان نامزد حزب مردم از حوزه انتخابیه سبزوار رقابت کرد، اما هر دو بار از نامزدهای حزب ملیون (به ترتیب قاسم رضایی و علی بزرگ‌نیا) شکست خورد. ولی از ۱۳۴۲ تا ۱۳۵۴ به نمایندگی مردم سبزوار در مجلس شورای ملی حضور داشت. در انتخابات ۱۳۴۲ وقتی «کنگرهٔ نهضت آزادزنان و آزادمردان ایران» نام غنی را به عنوان نامزد نمایندگی سبزوار معرفی کرد، شغل او را «آزاد» ذکر کرد. او در انتخابات ۱۳۵۴ در زمرهٔ ۶ نامزدی که حزب رستاخیز برای حوزهٔ انتخابیهٔ سبزوار معرفی کرد قرار نگرفت.
| انتخابات                    | زمان       | حوزهٔ انتخابیه | حزب/فهرست  | آرا    | کل آرا | نتیجه    | منبع   |
| --------------------------- | ---------- | ------------- | ---------- | ------ | ------ | -------- | ------ |
| دور بیستم مجلس شورای ملی    | مرداد ۱۳۳۹ | سبزوار        | مردم       |        |        | نامزدشده |        |
| دور بیستم مجلس شورای ملی    | دی ۱۳۳۹    | سبزوار        | مردم       |        | ۷٬۵۵۱  | نامزدشده |        |
| دور بیست‌ویکم مجلس شورای ملی | ۱۳۴۲       | سبزوار        | کنگرهٔ ملی  | ۱۱٬۳۱۵ | ۱۱٬۹۰۷ | برنده    | [ ۸ ]  |
| دور بیست‌ودوم مجلس شورای ملی | ۱۳۴۶       | سبزوار        | ایران نوین | ۶٬۷۹۸  | ۹٬۳۱۹  | برنده    | [ ۹ ]  |
| مجلس مؤسسان سوم             | ۱۳۴۶       | سبزوار        | ایران نوین |        |        | برنده    |        |
| دور بیست‌وسوم مجلس شورای ملی | ۱۳۵۰       | سبزوار        | ایران نوین | ۲۰٬۳۹۶ | ۲۲٬۴۳۳ | برنده    | [ ۱۰ ] |

همسرش، ناهید غنی، دختر قاسم غنی و خواهر سیروس غنی است.

## یادداشت
1. ↑  کنگرهٔ بزرگ ائتلاف ملی انتخابات با نام رسمی «کنگرهٔ نهضت آزادزنان و آزادمردان ایران» پیش از انتخابات برگزار شد و چند ماه بعد اعضایش بدنهٔ حزب نوبنیاد ایران نوین را تشکیل دادند.